# Premio Joven Creación
El Premio Joven Creación es otorgado por la Editorial Costa Rica a autores menores de 35 años de edad en las ramas de cuento, novela, poesía, teatro, crónica, ensayo y microrrelato, siendo el género alternado en cada convocatoria.
El Premio Joven Creación es desde el 2007 otorgado cada dos años.

## Lista de ganadores
| Año  | Ganador                            | Obra                                                       | Género            |
| ---- | ---------------------------------- | ---------------------------------------------------------- | ----------------- |
| 2024 | Todas las ballenas mueren ahogadas | Walter Torres Rodríguez                                    | Cuento            |
| 2022 | Diego Quintero Martins             | La parte más carnosa de una luciérnaga                     | Cuento            |
| 2020 | desierto                           | desierto                                                   | desierto          |
| 2018 | Sebastián Picado Valverde          | El huevo contra el cuervo                                  | Novela            |
| 2016 | Carlos Regueyra                    | Seis tiros                                                 | Novela            |
| 2014 | Andrey Alberto Araya Rojas         | Adrián Blues                                               | Crónica literaria |
| 2012 | Marco Vinicio Aragonés             | Primer encuentro                                           | Microrrelato      |
| 2009 | Cyrus Shahnavaz Piedra             | El circo del deseo (10 chunches para una vida bien tuanis) | Cuento            |
| 2007 | desierto                           | desierto                                                   | desierto          |
| 2006 | Carlos Alvarado                    | La Historia de Cornelius Brown                             | Novela            |
| 2005 | Alberto Jiménez                    | La sed                                                     | Cuento            |
| 2004 | David Cruz                         | Natación Nocturna                                          | Poesía            |
| 2003 | desierto                           | desierto                                                   | desierto          |
| 2002 | José Rojas Alfaro                  | Inventa-rio                                                | Cuento            |
| 2001 | Carla Fonseca                      | Donde se guardan los sueños                                | Novela            |
| 2000 | Jackeline Murillo                  | Costa Rica Desdibujada                                     | Ensayo            |
| 1999 | desierto                           | desierto                                                   | desierto          |
| 1998 | desierto                           | desierto                                                   | desierto          |
| 1997 | Alejandra Castro Bonilla           | Tatuaje Giratorio                                          | Poesía            |
| 1996 | Heriberto Rodríguez                | Juegos Infinitos                                           | Novela            |
| 1995 | Eduardo García Rodríguez           | El Dios de un Poeta                                        | Poesía            |
| 1995 | Laura Quijano                      | Una Sombra en el Hielo                                     | Novela            |
| 1994 | desierto                           | desierto                                                   | desierto          |
| 1993 | desierto                           | desierto                                                   | desierto          |
| 1992 | desierto                           | desierto                                                   | desierto          |
| 1991 | Johnny Mora Delgado                | El Libro del Minotauro                                     | Poesía            |
| 1990 | Alí Víquez Jiménez                 | A medida que nos vamos conociendo                          | Cuento            |
| 1989 | José R. Segura                     | Ecos                                                       | Poesía            |
| 1989 | William Flores                     | Dinosaurios de la Noche                                    | Cuento            |
| 1988 | desierto                           | desierto                                                   | desierto          |
| 1987 | Javier I. Guevara                  | Evaciones                                                  | Cuento            |
| 1987 | Armando Arias Del Cid              | Ochenta y Cuatro Gris                                      | Poesía            |
| 1986 | desierto                           | desierto                                                   | desierto          |
| 1985 | Luis Rodríguez                     | El Autobús de los Sueños                                   | Poesía            |
| 1985 | María Montero                      | El Juego Conquistado                                       | Poesía            |
| 1984 | Carlos Rubio                       | La Vida entre los Labio                                    | Poesía            |
| 1984 | José María Zonta                   | La noche inseparable                                       | Poesía            |
| 1983 | Jorge Arroyo                       | Para Aprisionar de Nostalgias                              | Poesía            |
| 1983 | José Ricardo Chaves                | La Mujer Oculta                                            | Cuento            |
| 1983 | Rodrigo Soto                       | Mitomanías                                                 | Cuento            |
| 1982 | Guillermo Fernández                | La Mar entre las Islas                                     | Poesía            |
| 1981 | María Gabriela Chavarría           | Cuerpos Abandonados                                        | Poesía            |
| 1980 | Macarena Barahona                  | Contra Atacando                                            | Poesía            |
| 1980 | Miguel Fajardo                     | Estación del Asedio                                        | Poesía            |
| 1980 | Miguel Alvarado                    | Insurrección de las cosas                                  | Poesía            |
| 1979 | desierto                           | desierto                                                   | desierto          |
| 1978 | Ronald Bonilla                     | Sonar de Frente                                            | Poesía            |
| 1978 | Nidia Barboza                      | Las Voces: Nidos Orejas                                    | Poesía            |
| 1978 | Gerardo Morales                    | Los hechos semejantes                                      | Poesía            |
| 1978 | Oscar Álvarez                      | Enigmas y Sacrilegios                                      | Cuento            |
| 1977 | Pablo Ureña                        | Tierra, Tierra                                             | Poesía            |
| 1976 | Hugo Rivas                         | Golpe de Estado                                            | Cuento            |
| 1976 | Ana Istarú                         | Poemas para un día cualquiera                              | Poesía            |
| 1976 | Oscar Álvarez                      | Herejías para topos                                        | Poesía            |
| 1975 | Mía Gallegos                       | Golpe de Albas                                             | Poesía            |
| 1974 | desierto                           | desierto                                                   | desierto          |
| 1973 | desierto                           | desierto                                                   | desierto          |
| 1972 | desierto                           | desierto                                                   | desierto          |